# Rio (Toskana)
Rio ist eine italienische Gemeinde (comune) mit 3384 Einwohnern (Stand 31. Dezember 2023) auf der Insel Elba in der Provinz Livorno, Region Toskana.

## Geographie
Rio liegt im Nordosten der Insel Elba. Zur Gemeinde gehören neben den beiden Dörfern Rio Marina und Rio nell’Elba auch die Fraktionen Bagnaia, Cavo, Nisportino und Nisporto sowie die Inseln Palmaiola und Cerboli.
Die Nachbargemeinden sind Porto Azzurro und Portoferraio.

## Geschichte
Die Gemeinde wurde nach einem Referendum 2017 am 1. Januar 2018 aus den Gemeinden Rio Marina und Rio nell’Elba gebildet. Sitz der Gemeinde ist Rio Marina.